# Saubachtalbrücke (Eisenbahn)
Die Saubachtalbrücke ist eine 248 Meter lange Eisenbahnüberführung der Neubaustrecke Erfurt–Leipzig/Halle. Sie besteht aus zwei parallelen, jeweils eingleisigen, Brücken.

## Verlauf
Das Bauwerk liegt zwischen den Streckenkilometern 237,033 und 237,281. Es überquert zwischen Bad Bibra und Saubach das Tal des Saubachs und die Bundesstraße 176 in einer Höhe von bis zu 40 Metern und wurde im Dezember 2006 als erstes großes Ingenieurbauwerk der Neubaustrecke fertiggestellt. Die Brücke kostete rund acht Millionen Euro.
Unmittelbar östlich der Brücke schließt sich der Bibratunnel an. Da dieser Tunnel mit zwei getrennten, eingleisigen Tunnelröhren realisiert wird, besteht die Überführung aus zwei, im Abstand von rund 20 Metern liegenden, eingleisigen Brücken. Es sind die einzigen eingleisigen Brücken in Deutschland, die für eine Entwurfsgeschwindigkeit von 300 km/h ausgelegt sind. Unmittelbar hinter dem westlichen Widerlager wurde bereits 2002 eine Überführung der Neubaustrecke über die Finnebahn, eine stillgelegte und inzwischen abgebaute Nebenbahn der Pfefferminzbahn, errichtet. Danach schließt sich der Überholbahnhof Saubachtal und der Finnetunnel an.

## Geschichte

### Planung
Nach dem Planungsstand von Juni 1994 wurde das Bauwerk mit Kosten von 15 Millionen D-Mark netto kalkuliert. Nach dem Planungsstand von Mitte 1995 sollte das 248 m lange und 40 m hohe Bauwerk zwischen den Baukilometern 45,93 und 46,18 liegen.
Gegen den Bau der Brücke war 1995 eine Klage von Umweltschützern vor dem Bundesverwaltungsgericht anhängig.
Die Brücke liegt im Planfeststellungsabschnitt 2.1 der Neubaustrecke.

### Bau
1998 und 1999 erfolgten landschaftspflegerische Begleitmaßnahmen. Die Bauarbeiten begannen im Herbst 2004.
Die Überbauten wurden zwischen Sommer 2004 und Dezember 2006 im Taktschiebeverfahren hergestellt. Im Rahmen der Baumaßnahmen wurde der Saubach im Baubereich verlegt.
Insgesamt wurden rund 12.000 Kubikmeter Beton und geschätzte 1600 Tonnen Bewehrungsstahl aufgewendet.
Im Anschluss an die Fertigstellung der Brücken dienen diese als Baustellenzufahrt zum Westportal das Bibratunnels. Im Endzustand sollen sie wegen der Nutzung als Rettungszufahrt zum Bibratunnel neben der Festen Fahrbahn einen Straßenfahrbahnbelag erhalten.

## Überbauten
Die beiden eingleisigen Überbauten sind längs und quer vorgespannte Spannbetonkonstruktionen und haben einen Durchlaufträger mit den Stützweiten von 37 m + 4 × 44 m + 35 m als statisches System. Der Querschnitt ist ein einzelliger Hohlkasten mit einer Konstruktionshöhe von 3,6 m und eine Fahrbahnplattenbreite von rund neun Metern.

## Galerie

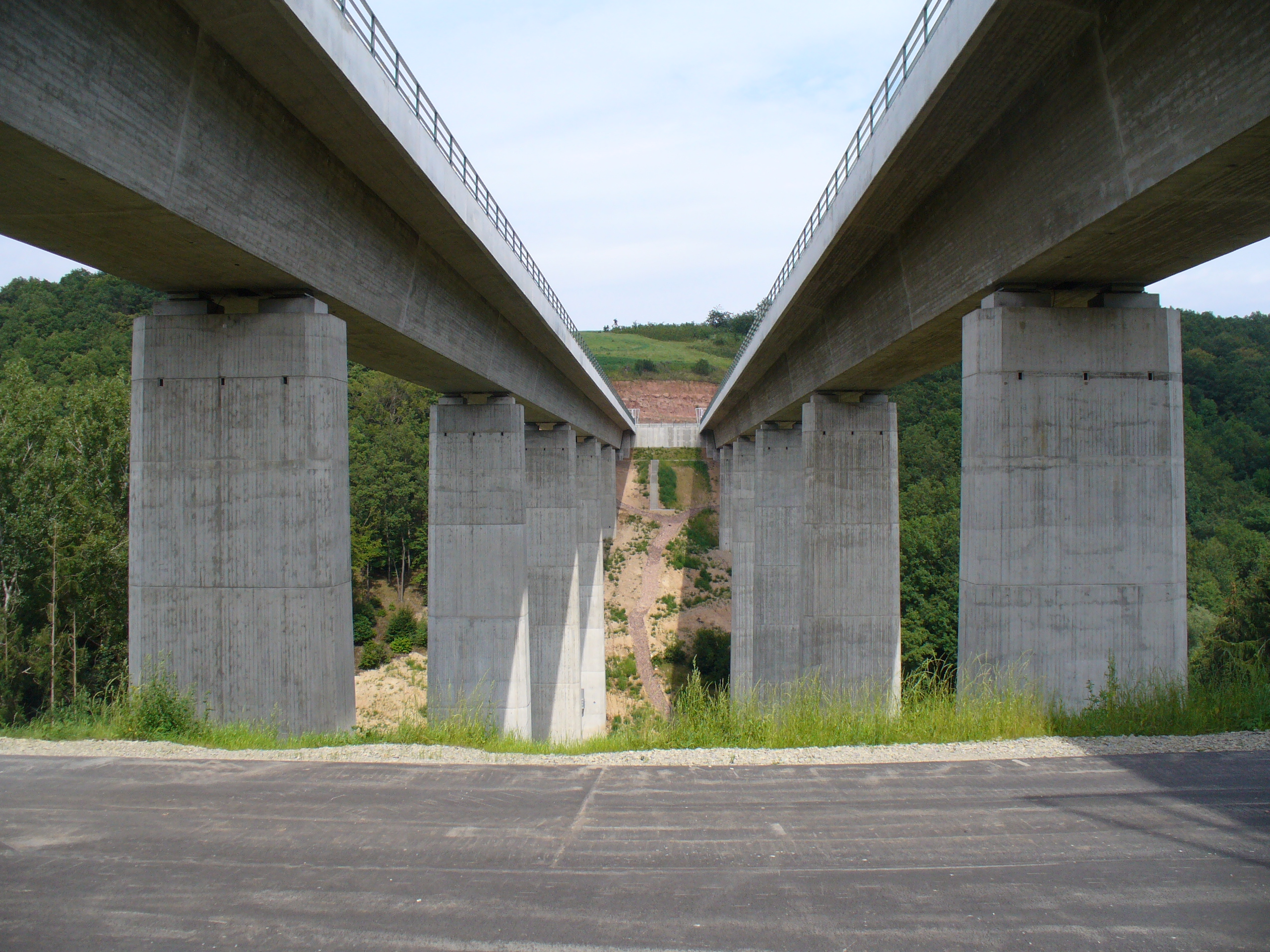
Blick Richtung Leipzig zwischen den beiden eingleisigen Brückenbauwerken (Aug. 2007)
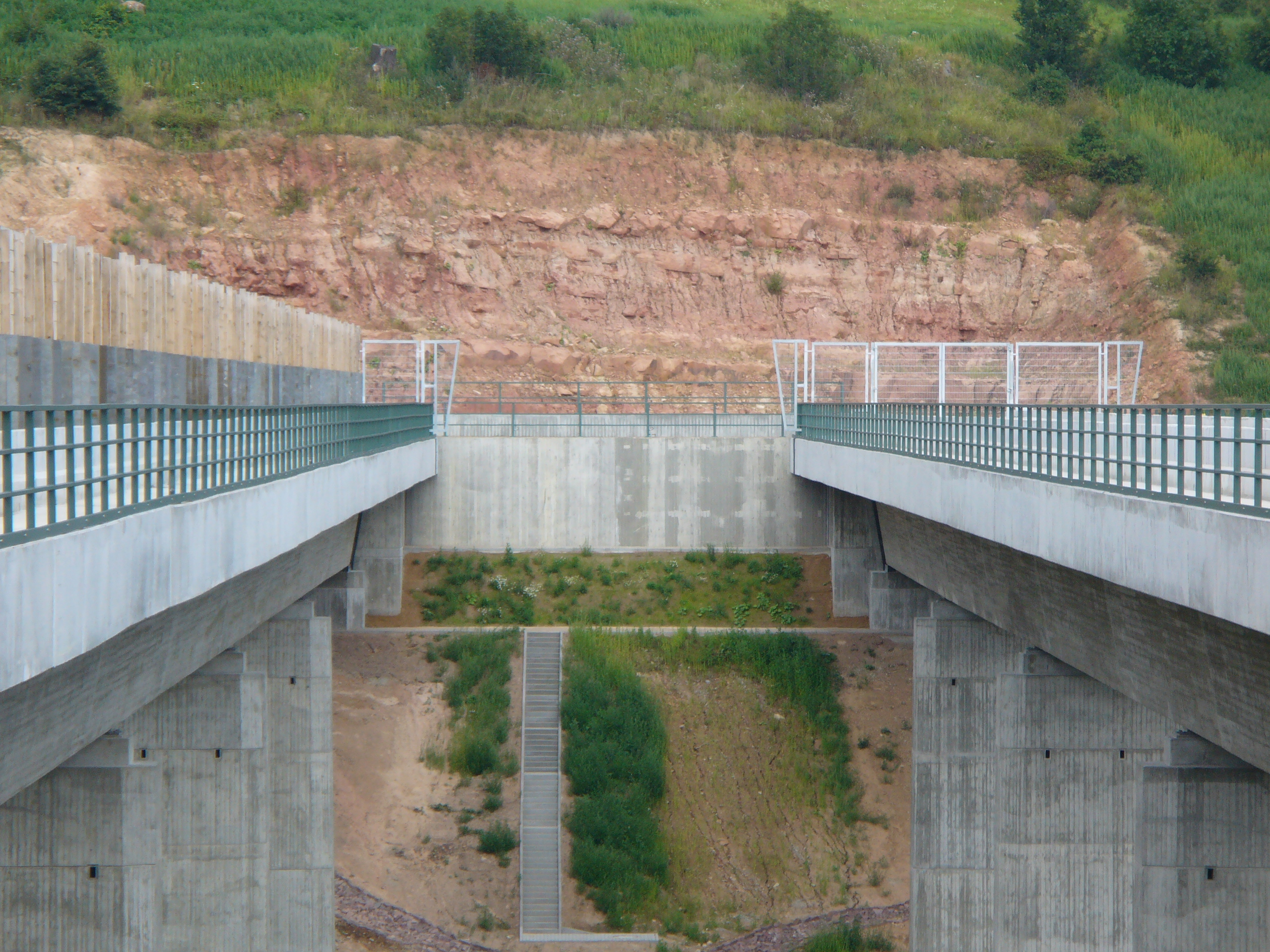
Blick auf das zukünftige Westportal des Bibratunnels im Anschluss an die Brücke (Aug. 2007)
Blick über die Brücke auf das zukünftige Westportal des Bibratunnels (Sep. 2008)
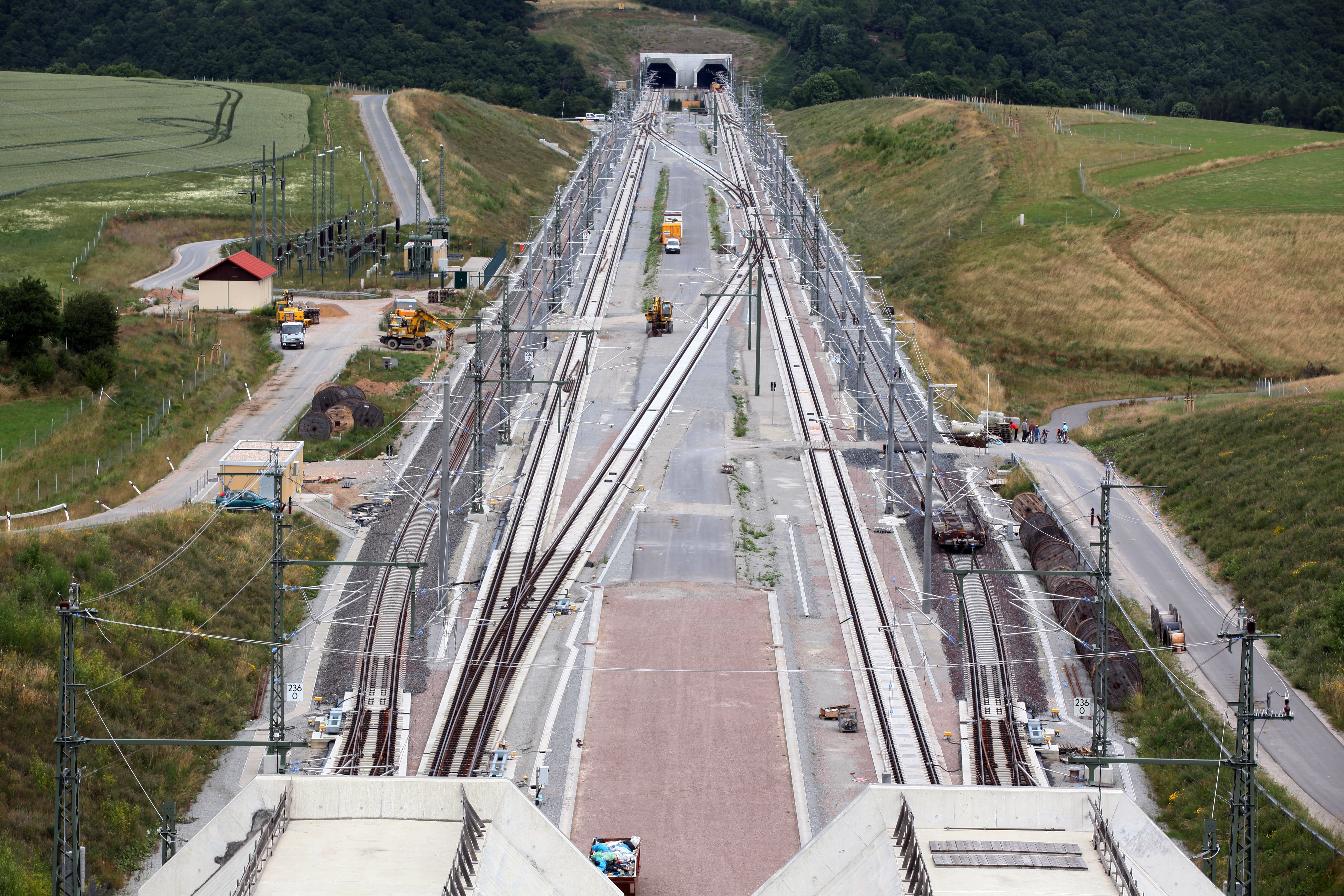
Die Brücke, im Hintergrund, nimmt das nördliche Ende des Überholbahnhofs Saubachtal auf (2014)